# Грот, Клаус
Клаус Иоганн Грот (нем. Klaus Groth; 24 апреля 1819, Хайде, Гольштейн-Глюкштадт — 1 июня 1899, Киль) — немецкий поэт и прозаик, писавший на провинциальном германском диалекте (plattdeutsch), педагог, доктор философии, профессор немецкого языка в университете Киля. Один самых известных литераторов-представителей нижненемецкого языка.
Вместе с Фрицем Рейтером считается основоположником современной литературы на нижненемецком языке.

## Биография
Родился в семье мельника в ремесленном квартале гольштейнского города Хайде. В настоящее время его родовой дом превращен в музей. Окончил семинарию, затем учительствовал в женской школе в родной деревне, свободное время посвящал изучению философии, математики и естественных наук. В 1847 году отправился в Киль, чтобы получить высшее образование. Однако плохое здоровье прервало учёбу, и он переехал на остров Фемарн в Балтийском море, где жил пять лет, и написал бо́льшую часть своих стихов.
В 1853 году продолжил учёбу в Киле и Бонне. В 1856 году получил степень доктора философии в университете Бонна. Затем около двух лет путешествовал по Германии и Швейцарии. С 1858 года — приват-доцент немецкой литературы и языка в университете Киля, в 1866 году стал профессором. Читал в университете историю немецкой литературы.

## Творчество
Грот — лирический поэт подлинного вдохновения.
В его поэтических лирических и эпических произведениях ощутимо влияние Иоганна Петера Хебеля. Основная тема — описание сельской жизни своего северного края; специфические характеристики крестьянства Гольштейна.
Из его поэтических произведений наиболее известны «Quickborn» и «Vertelln» — сборники талантливых поэм и мелких лирических стихотворений, верно и поэтично передающих быт жителей Дитмаршена, среди которых вырос поэт, воспроизводит сюжеты, настроения и типы деревни. Из других стихотворений Грота заслуживают внимания «Vaer de Gaern» (1858), стихи для детей и поэма «Rothgeter-Meister Lamp und sin Dochter» (1862).
В «Briefe über Hochdeutsch und Niederdeutsch» Грот защищает права своего диалекта считаться литературным языком.

## Награды
Королевства Пруссия:
- Орден Красного орла 4-го класса (18 января 1883)[6]
- Орден Красного орла 3-го класса с бантом (17 апреля 1889)[7]
- Орден Красного орла 2-го класса с дубовыми листьями (1899)
- Большая золотая медаль «За искусство»
- Премия Шиллера (1891)

Прочие:
- Династический орден Саксен-Эрнестинского дома, рыцарский крест 2-го класса
- Ордена Заслуг герцога Петра Фридриха Людвига почётный крест 1-го класса с короной (28 января 1859, великое герцогство Ольденбург)[8]
- Орден Заслуг герцога Петра Фридриха Людвига, рыцарский крест 2-го класса (великое герцогство Ольденбург)